# Roman Iagupov
Roman Iagupov (ur. 13 września 1973 w Wołgogradzie) – mołdawski piosenkarz i multiinstrumentalista.
Współzałożyciel, lider i wokalista mołdawskiego zespołu muzycznego Zdob și Zdub. Gra na gitarze i instrumentach etnicznych, m.in. na instrumentach dętych (m.in. na fletach, okarynie i jorgafonie).
Na scenie występuje zwykle boso, odziany w barwną, ludową spódnicę do kostek, która stała się symbolem formacji.